# Pamela Sue Martin
Pour les articles homonymes, voir Pamela Martin et Martin.
Pamela Sue Martin, née le 5 janvier 1953 à Westport (Connecticut), est une actrice américaine.
Elle est surtout connue pour ses rôles de Nancy Drew dans la série télévisée The Hardy Boys/Nancy Drew Mysteries (1977-1978) et celui de Fallon Carrington dans la série télévisée Dynastie (1981-1984).

## Biographie
Dotée d'un physique très avantageux, elle commence une carrière de mannequin à l'âge de 17 ans, puis obtient un rôle de premier plan dans le film L'Aventure du Poséidon (1972), à seulement 19 ans.
Elle a également posé pour le magazine Playboy (numéro de juillet 1978).
Divorcée deux fois et mère d'un garçon, elle s'est impliquée à plusieurs reprises au profit de la cause environnementale (elle a notamment participé à un documentaire visant à alerter l'opinion sur la disparition des dauphins roses du fleuve Hudson). Elle raconte dans un livre son combat contre la maladie, la cystite interstitielle.
Elle possède un théâtre, situé dans l'Idaho.

## Filmographie

### Cinéma
- 1972 : Trouver un homme (To Find a Man) : Rosalind McCarthy
- 1972 : L'aventure du Poséïdon (The Poseidon Adventure) : Susan Shelby
- 1974 : Our Time (en) : Abigail (Abby) Reed
- 1974 : Buster and Billie (en) : Margie Hooks
- 1979 : Du rouge pour un truand (en) (The Lady in Red) : Polly Franklin
- 1985 : Torchlight (en) : Lillian Weller
- 1987 : Flicks : Liz Stone
- 1990 : A Cry in the Wild (en) : La mère de Brian
- 2010 : Soupernatural : Rod
- 2014 : McTaggart's Fortune : sergent Jeanine Bowman

### Télévision

#### Téléfilms
- 1973 : The Girls of Huntington House (en) : Gail Dorn
- 1974 : The Gun and the Pulpit (en) : Sally Underwood
- 1976 : The Hemingway Play
- 1978 : Human Feelings : Verna Gold
- 1987 : Les Caprices du destin (Strong Medicine) : Celia Grey
- 1987 : Le Mystère de la baie (Bay Coven) : Linda Lebon
- 1989 : Le Saint - Logiciel mortel (The Saint: The Software Murders) : Irina
- 1990 : Sky Trackers : Docteur Spencer Jenkins
- 2017 : Mon prince de Noël (My Christmas Prince) : Sandra Logan

#### Séries télévisées
- 1976 : Sur la piste des Cheyennes (The Quest), épisode 5 (Day of Outrage) : Ginger
- 1977-1978 : The Hardy Boys/Nancy Drew Mysteries, (saisons 1 et 2, 36 épisodes) : Nancy Drew
- 1980 : L'Île fantastique (Fantasy Island), (saison 4, épisode 7) : Velda Ferini
- 1980 : La croisière s'amuse (The Love Boat), (saison 4, épisode 10) : Donna Dayton
- 1981-1984 : Dynastie (Dynasty), (86 épisodes) : Fallon Carrington-Colby
- 1987 : Alfred Hitchcock présente (Alfred Hitchcock Presents), (saison 2, épisode 6) : Melinda Jensen
- 2002 : That '70s Show, (saison 4, épisode 15) : Wizard
- 2006 : The L Word, (saison 3, épisode 5) : Linda Kennard (non créditée)
- 2019 : Nancy Drew, (saison 1, épisode 1) : Harriet Grosset